# بركند (قرة باشلو)
بركند (بالفارسية: پرکند) هي قرية تقع في إيران في خراسان رضوي. يقدر عدد سكانها بـ 352 نسمة بحسب إحصاء 2016.